# Мусасимару Коё
Коё (Койо) Мусасимару (яп. 武蔵丸 光洋 Мусасимару Коё, в просторечии Мусасимару, настоящее имя Фиамалу Пенитани) — бывший борец профессионального сумо. Родился 2 мая 1971 года в Самоа, но позже, в десятилетнем возрасте, переселился с родителями на Гавайи. Ёкодзуна — 67-й в истории, второй (после Акэбоно) иностранец, получивший это звание.

## Биография
12 раз выигрывал главный трофей сумо — Императорский кубок. Известен как самый тяжелый ёкодзуна в истории (вес 235 килограммов при росте 192 сантиметра). Имел характерную технику — использовал простой, но решительный натиск, используя незаурядные габариты и массу. В 2001 году на майском басё в борьбе за Императорский кубок проиграл Таканохана в дополнительном раунде, несмотря на то, что его противник выступал с травмой колена. В российском сегменте Интернета данный поединок получил известность благодаря ставшей мемом звукозаписи под названием «схватка двух ёкодзун», когда 26 мая 2001 года диктор радиостанции РБК Александр Хорлин, зачитывая выпуск новостей спорта, стал истерически смеяться после ряда попыток правильно произнести японские спортивные термины.[значимость факта?] Выступая на июльском басё, Мусасимару даже в отсутствии травмированного Таканоханы не смог победить. Из-за травмы вышел в отставку в ноябре 2003 года.
Долго являлся младшим ояката в Мусасигава-бэя и Фудзисима-бэя без собственной тренерской лицензии. Первые пять лет он использовал временное право, полагающееся ёкодзуне после отставки, после чего арендовал лицензии Фуриваке и Оосима.
В начале 2013 года он, наконец, приобретает личную тренерскую лицензию (Мусасигава) и открывает собственную школу, тем самым возродив некогда знаменитую Мусасигава-бея, за которую выступал сам. Одним из учеников вновь открытой школы является родной племянник великого чемпиона по имени Фиамалу Мусасимару Пенитани. Он получил имя Мусасикуни и дебютировал в июле 2013 в подготовительной лиге маэдзумо со счётом 2-4.
Из-за своего роста и веса необычайно популярен в Японии, снимался в рекламе японского сотового оператора Softbank вместе с Бредом Питтом.

## Результаты с дебюта в макуути
| Год в сумо | Январь Хацу басё, Токио       | Март Хару басё, Осака         | Май Нацу басё, Токио          | Июль Нагоя басё, Нагоя  | Сентябрь Аки басё, Токио      | Ноябрь Кюсю басё, Фукуока    |
| --- | ----------------------------- | ----------------------------- | ----------------------------- | ----------------------- | ----------------------------- | ---------------------------- |
| 1991 | x                             | x                             | x                             | x                       | x                             | Маэгасира #12 востока 11–4 Д |
| 1992 | Маэгасира #3 востока 9–6      | Маэгасира #1 запада 9–6       | Комусуби запада 8–7           | Комусуби востока 11–4 Т | Сэкивакэ запада 10–5          | Сэкивакэ востока 9–6         |
| 1993 | Сэкивакэ востока 10–5         | Сэкивакэ востока 10–5         | Сэкивакэ востока 9–6          | Сэкивакэ запада 8–7     | Сэкивакэ востока 8–7          | Сэкивакэ запада 13–2–P В     |
| 1994 | Сэкивакэ востока 12–3 Т       | Одзэки запада 9–6             | Одзэки востока 12–3           | Одзэки запада 15–0      | Одзэки востока 11–4           | Одзэки запада 12–3           |
| 1995 | Одзэки запада 13–2–P          | Одзэки востока 12–3           | Одзэки востока 12–3           | Одзэки востока 12–3     | Одзэки востока 10–5           | Одзэки востока 10–5          |
| 1996 | Одзэки запада 9–6             | Одзэки запада 9–6             | Одзэки востока 9–6            | Одзэки востока 10–5     | Одзэки востока 11–4           | Одзэки запада 11–4–PPP       |
| 1997 | Одзэки запада 12–3            | Одзэки запада 12–3–P          | Одзэки востока 9–6            | Одзэки запада 10–5      | Одзэки востока 13–2–P         | Одзэки востока 12–3          |
| 1998 | Одзэки запада 12–3            | Одзэки востока 8–7            | Одзэки запада 10–5            | Одзэки запада 12–3      | Одзэки востока 11–4           | Одзэки востока 11–4          |
| 1999 | Одзэки востока 8–7            | Одзэки востока 13–2           | Одзэки востока 13–2           | Ёкодзуна запада 12–3    | Ёкодзуна запада 12–3          | Ёкодзуна востока 12–3        |
| 2000 | Ёкодзуна востока 2–2–11       | Ёкодзуна востока 11–4         | Пропустил из-за травмы 0–0–15 | Ёкодзуна востока 10–5   | Ёкодзуна запада 14–1          | Ёкодзуна востока 11–4        |
| 2001 | Ёкодзуна запада 14–1–P        | Ёкодзуна запада 12–3          | Ёкодзуна запада 13–2–P        | Ёкодзуна запада 12–3    | Ёкодзуна востока 9–6          | Ёкодзуна востока 13–2        |
| 2002 | Ёкодзуна востока 1–3–11       | Ёкодзуна востока 13–2         | Ёкодзуна востока 13–2         | Ёкодзуна востока 10–5   | Ёкодзуна востока 13–2         | Ёкодзуна востока 4–2–9       |
| 2003 | Пропустил из-за травмы 0–0–15 | Пропустил из-за травмы 0–0–15 | Пропустил из-за травмы 0–0–15 | Ёкодзуна запада 2–4–9   | Пропустил из-за травмы 0–0–15 | Ёкодзуна запада Отставка 3–5 |
| Результат приведен как победил-проиграл-снялся Победа Малый кубок Отставка Не выступал в макуути Специальные призы: Д=За боевой дух (Канто-сё); В=За выдающееся выступление (Сюкун-сё); Т=За техническое совершество (Гино-сё) Ещё показаны: ★=Кимбоси; P=Участие в дополнительном финале Лиги: Макуути — Дзюрё — Макусита — Сандаммэ — Дзёнидан — Дзёнокути Ранги макуути: Ёкодзуна — Одзэки — Сэкивакэ — Комусуби — Маэгасира |                               |                               |                               |                         |                               |                              |